# Holger Pukk
Holger-Feliks Pukk (* 14. August 1920 in Tallinn; † 12. März 1997 ebenda) war ein estnischer Jugendbuchautor.

## Leben
Pukk ging in Tallinn zur Schule und schloss dort 1940 das Kommerzgymnasium als Buchhalter ab. Nach einer kurzen Anstellung als Beamter und Buchhalter wurde er in die Rote Armee mobilisiert und nahm auf sowjetischer Seite am Zweiten Weltkrieg teil. Nach dem Krieg arbeitete er ab 1947 in der Redaktion der Kinder- und Jugendzeitschrift Säde ('Funken'). Später wechselte er zu den Zeitschriften Pioneer ('Der Pionier') und Täheke ('Sternchen').
Pukk war von 1951 bis 1990 Mitglied der KPdSU und seit 1955 Mitglied des Estnischen Schriftstellerverbandes.

## Literarisches Werk
Erste schriftstellerische Versuche erschienen in Schulalmanachen, sein erstes Buch publizierte Pukk erschien 1953. Die frühen Werke des Autors sind charakterisiert von einer gewissen Linientreue, das heißt, er „gab der sowjetischen Ideologie nach und schrieb Werke für Kinder, die die sowjetische Lebenseinstellung poetisierten.“ Später befreite er sich jedoch von diesem ideologischen Maulkorb und schrieb Bücher, die aktuelle Probleme behandelten, beispielsweise über Jugendkriminalität.
Seine letzten Werke wie Suvest suveni. Noorsooromaan (1994) zeigen, dass er am Ende seines Schaffens die Sowjet-Klischees endgültig abgeben konnte.
Pukks Bücher sind in mehrere Sprachen übersetzt worden. Er selbst hat aus dem Russischen übersetzt.

## Übersetzungen ins Deutsche
Zwei der Bücher von Holger Pukk wurden in Tallinn ins Deutsche übersetzt und verlegt:
- Das Weisheitskörnchen. Gezeichnet von J. Tammsaar. Aus dem Estnischen übertragen von A. Kaidja. Tallinn: Perioodika 1978. 35 S.; ein Teil der Auflage wurde mit dem folgenden Vermerk versehen und in Tallinn gedruckt: „Alleinvertrieb in der BRD: hibou, 8070 Ingolstadt. Printed in USSR“.
- Ein bunter Reigen. Übersetzung ins Deutsche: Haide Roodvee. Illustrationen: Asta Vender. Tallinn: Perioodika 1984. 134 S.

## Auszeichnungen
- 1974: Juhan-Smuul-Preis (Kinderliteratur)
- 1978: Verdienter Schriftsteller der ESSR

## Bibliographie
- Kaks punast kaelarätti ('Zwei rote Halstücher'). Tallinn: Eesti Riiklik Kirjastus 1953. 72 S.
- Salga au ('Gruppenehre'). Tallinn: Eesti Riiklik Kirjastus 1955. 183 S.
- Lugu ühest meeskonnast ('Geschichte einer Mannschaft'). Tallinn: Eesti Riiklik Kirjastus 1956. 268 S.
- Seitseteist vaprat ('Die siebzehn Tapferen'). Tallinn: Eesti Riiklik Kirjastus 1958. 176 S.
- Kuidas toimid sina? ('Wie handelst du?'). Tallinn: Eesti Riiklik Kirjastus 1959. 97 S.
- Rohelised maskid ('Die grünen Masken'). Tallinn: Eesti Riiklik Kirjastus 1960. 160 S.
- Jüri ('Jüri'). Tallinn: Eesti Riiklik Kirjastus 1961. 148 S.
- Neile, kes seisavad lävel ('Für die, die an der Schwelle stehen'). Tallinn: Eesti Riiklik Kirjastus 1962. 64 S.
- Koolikoti saladused ('Geheimnisse des Schulranzens'). Tallinn: Eesti Riiklik Kirjastus 1964. 73 S.
- Kuidas loete teie? ('Wie lest ihr?'). Tallinn: Eesti Riiklik Kirjastus 1964. 105 S.
- Rikas suvi ('Ein reicher Sommer'). Tallinn: Eesti Raamat 1965. 142 S.
- Tähekandja ('Sternträger'). Tallinn: Eesti Raamat 1966. 48 S.
- Kes tulistas? ('Wer hat geschossen?'). Tallinn: Eesti Raamat 1968. 151 S.
- Öine lahing ('Nächtliches Gefecht'). Tallinn: Eesti Raamat 1970. 148 S.
- Üks tee, kolme viita ('Ein Weg, drei Schilder'). Tallinn: Eesti Raamat 1970. 336 S.
- Kuidas teete teie? ('Wie tut ihr es?'). Tallinn: Eesti Raamat 1971. 108 S.
- Siin eilsed pioneerid ('Hier sind die Pioniere von gestern'). Tallinn: Eesti Raamat 1974. 68 S.
- Mida te teate Oskarist? ('Was wisst ihr von Oskar?'). Tallinn: Eesti Raamat 1974. 175 S.
- Mure ('Die Sorge'). Tallinn: Eesti Raamat 1975. 144 S.
- Siin eilsed pioneerid 2. ('Hier sind die Pioniere von gestern. 2'). Tallinn: Eesti Raamat 1975. 83 S.
- Tarkusetera ja teised lood ('Das Weisheitskörchen und andere Geschichten'). Tallinn: Eesti Raamat 1976. 36 S.
- Rein ja Riina ('Rein und Riina'). Tallinn: Eesti Raamat 1978. 128 S.
- Üks kirju kimp ('Ein bunter Strauß'). Tallinn: Eesti Raamat 1979. 112 S.
- Kaevukask ('Die Brunnenbirke'). Tallinn: Eesti Raamat 1981. 65 S.
- Kirjad Liisale ('Briefe an Liisa'). Tallinn: Eesti Raamat 1983. 287 S.
- Tsirkus ('Der Zirkus'). Tallinn: Eesti Raamat 1986. 94 S.
- Päikesesratas ('Das Sonnenrad'). Tallinn: Eesti Raamat 1988. 221 S.
- Isemeelsed ('Die Eigensinnigen'). Tallinn: Eesti Raamat 1988. 238 S.
- Rong tunnelis ('Der Zug im Tunnel'). Tallinn: Eesti Raamat 1990. 71 S.
- Suvest suveni. Noorsooromaan ('Von Sommer zu Sommer. Jugendroman.'). Tallinn: Eesti Raamat 1990. 213 S.
- Suvest suveni. Romaan. ('Von Sommer zu Sommer. Roman'). Tallinn: Kupar 1994. 364 S.
- Lehepoiss ja tema koer ('Der Zeitungsjunge und sein Hund'). Tallinn: Ilo 1995. 84 S.

## Sekundärliteratur
- Leida Tigane: Holger Pukk - 50, in: Looming 8/1970, S. 1271–1273.
- Oskar Kruus: Kaheksateist monoloogi Oskar Cherist, in: Keel ja Kirjandus 7/1975, S. 437–438.
- Lili-Ann Sinijärv: Poliitiliselt oluline, komponeeringult huvitav, in: Looming 9/1975, 1575–1576.
- Holger Pukk. Kirjanduse nimestik. Koostanud Evi Orglaan. Tallinn: Eesti NS Kultuuriministeerium 1975. 47 S.
- Andres Jaaksoo: Meenutusi ja muud ühe juubeli puhul ehk Holger Pukk 60, in: Looming 8/1980, S. 1166–1170.
- Boris Kabur: Holger Pukk 60-aastane, in: Keel ja Kirjandus 8/1980, S. 493–494.
- Paul Kuusberg: Sulge on juhtinud kirg, in: Looming 2/1995, S. 268–270.
- Reet Krusten: Holger Pukk 14.VIII 1920-12.III 1997, in: Keel ja Kirjandus 4/1997, S. 279–280.